# Eurovision Song Contest 2006
L'Eurovision Song Contest 2006 è stato la 51º edizione del festival, tenutosi presso l'Olympic Hall di Atene, in Grecia, il 18 maggio (per la semifinale) e il 20 maggio 2006 (per la finale).

## Storia
L'emittente organizzatrice del concorso è stata l'Ellinikí Radiofonia Tileórasi (ERT). La band finlandese Lordi ha vinto il concorso con il brano Hard Rock Hallelujah, scritta dal cantante Mr. Lordi, con 292 punti (record che però verrà superato dalla vittoria della Norvegia con 387 punti tre anni dopo). Hard Rock Hallelujah è stata la prima canzone rock (e, fino alla vittoria dei Måneskin nel 2021, anche l'unica) a vincere il concorso, dal momento che l'Eurovision è normalmente associato con la musica pop e Schlager. Questa è stata la prima vittoria della Finlandia in 45 anni di partecipazione.
I presentatori dell'evento sono stati Sakis Rouvas, il rappresentante della Grecia all'Eurovision Song Contest 2004 e 2009, e Maria Menounos. La semifinale è stata aperta proprio da loro con la canzone vincitrice dell'Eurovision Song Contest 1997, Love Shine A Light. Per uno degli intervalli Sakis Rouvas ha cantato una versione inglese della sua hit greca S'eho Erotefthi. Helena Paparizou, la vincitrice greca nel 2005 che ha permesso alla nazione di ospitare il festival nel 2006, ha cantato due volte in finale, My Number One in apertura e Mambo! nell'intervallo; ballerini greci erano presenti anche negli atti dell'intervallo, così come altri elementi greci. La Romania ha presentato un brano per metà in inglese e per metà in italiano. L'Armenia ha preso parte al concorso per la prima volta.

## Logo
Il logo ufficiale del concorso è rimasto lo stesso del 2004 e del 2005, cambiando soltanto la bandiera all'interno del cuore. Il sub-logo del 2006 creato dalla società di design Karamela per la televisione greca era apparentemente basato sul disco di Festo, che è un simbolo popolare nella Grecia antica. Secondo ERT, "è stato ispirato dal vento e dal mare, la luce del sole d'oro e il bagliore della sabbia". A seguito del motto di Istanbul "Under the same sky" (Sotto lo stesso cielo) e quello di Kiev "Awakening" (Risveglio), lo slogan per lo spettacolo 2006 è stato "Feel The Rhythm" (Senti il ritmo)

## Stati partecipanti

Paesi partecipanti
Paesi che non si sono qualificati per la finale
Paesi che hanno partecipato in passato ma non hanno partecipato nel 2006

Paesi partecipanti
     Paesi che non si sono qualificati per la finale
     Paesi che hanno partecipato in passato ma non hanno partecipato nel 2006
| Stato                  | Artista                                      | Brano                        | Lingua                                     | Processo di selezione                                                     |
| ---------------------- | -------------------------------------------- | ---------------------------- | ------------------------------------------ | ------------------------------------------------------------------------- |
| Albania                | Luiz Ejlli                                   | Zjarr e ftohtë               | Albanese                                   | Festivali i Këngës 44, 18 dicembre 2005                                   |
| Andorra                | Jenny                                        | Sense tu                     | Catalano                                   | Interno                                                                   |
| Armenia                | André                                        | Without Your Love            | Inglese                                    | Interno                                                                   |
| Belgio                 | Kate Ryan                                    | Je t'adore                   | Inglese                                    | Eurosong 2006, 19 febbraio 2006                                           |
| Bielorussia            | Palina Smolava                               | Mum                          | Inglese                                    | Eurofest 2006, 10 febbraio 2006                                           |
| Bosnia ed Erzegovina   | Hari Mata Hari                               | Lejla                        | Bosniaco                                   | Interno                                                                   |
| Bulgaria               | Mariana Popova                               | Let Me Cry                   | Inglese                                    | Finale nazionale, 11 marzo 2006                                           |
| Cipro                  | Annet Artani                                 | Why Angels Cry               | Inglese                                    | A Song for Europe, 22 febbraio 2006                                       |
| Croazia                | Severina Vučković                            | Moja štikla                  | Croato                                     | Dora 2006, 4 marzo 2006                                                   |
| Danimarca              | Sidsel Ben Semmane                           | Twist of Love                | Inglese                                    | Dansk Melodi Grand Prix 2006, 11 febbraio 2006                            |
| Estonia                | Sandra Oxenryd                               | Through My Window            | Inglese                                    | Eurolaul 2006, 4 febbraio 2006                                            |
| Finlandia              | Lordi                                        | Hard Rock Hallelujah         | Inglese                                    | Euroviisukarsinta 2006, 10 marzo 2006                                     |
| Francia                | Virginie Pouchain                            | Il était temps               | Francese                                   | Et si c'était vous?, 14 marzo 2006                                        |
| Germania               | Texas Lightning                              | No No Never                  | Inglese                                    | Der deutsche Vorentscheid 2006 – 50 Jahre Grand Prix, 9 marzo 2006        |
| Grecia (organizzatore) | Anna Vissi                                   | Everything                   | Inglese                                    | Interno per l'artista; Ellinikós Telikós 2006 per il brano, 14 marzo 2006 |
| Irlanda                | Brian Kennedy                                | Every Song Is a Cry for Love | Inglese                                    | Interno per l'artista; The Late Late Show per il brano, 17 febbraio 2006  |
| Islanda                | Silvía Night                                 | Congratulations              | Inglese                                    | Söngvakeppni Sjónvarpsins 2006, 18 febbraio 2006                          |
| Israele                | Eddie Butler                                 | Together We Are One          | Ebraico, inglese                           | Kdam Eurovision 2006, 15 marzo 2006                                       |
| Lettonia               | Cosmos                                       | I Hear Your Heart            | Inglese                                    | Eirodziesma 2006, 11 marzo 2006                                           |
| Lituania               | LT United                                    | We Are the Winners           | Inglese, francese                          | Nacionalinis finalas 2006, 4 marzo 2006                                   |
| Macedonia              | Elena Risteska                               | Ninanajna                    | Inglese, macedone                          | Nacionalen Evrosong 2006, 4 marzo 2006                                    |
| Malta                  | Fabrizio Faniello                            | I Do                         | Inglese                                    | Song For Europe 2006, 4 febbraio 2006                                     |
| Moldavia               | Arsenium & Natalia Gordienko feat. Connect-R | Loca                         | Inglese                                    | O melodie pentru Europa 2006, 15 marzo 2006                               |
| Norvegia               | Christine Guldbrandsen                       | Alvedansen                   | Norvegese                                  | Melodi Grand Prix 2006, 4 febbraio 2006                                   |
| Paesi Bassi            | Treble                                       | Amambanda                    | Inglese, immaginaria                       | Nationaal Songfestival 2006, 12 marzo 2006                                |
| Polonia                | Ich Troje & Real McCoy                       | Follow My Heart              | Polacco, russo, spagnolo, tedesco, inglese | Piosenka dla Europy 2006, 28 gennaio 2006                                 |
| Portogallo             | Nonstop                                      | Coisas de nada               | Inglese, portoghese                        | Festival da Canção 2006, 11 marzo 2006                                    |
| Principato di Monaco   | Séverine Ferrer                              | La Coco-Dance                | Francese, tahitiano                        | Interno                                                                   |
| Regno Unito            | Daz Sampson                                  | Teenage Life                 | Inglese                                    | Eurovision: Making Your Mind Up 2006, 4 marzo 2006                        |
| Romania                | Mihai Trăistariu                             | Tornerò                      | Inglese, italiano                          | Selecția Națională 2006, 26 febbraio 2006                                 |
| Russia                 | Dima Bilan                                   | Never Let You Go             | Inglese                                    | Interno, 7 marzo 2006                                                     |
| Slovenia               | Anžej Dežan                                  | Mr Nobody                    | Inglese                                    | EMA 2006, 29 gennaio 2006                                                 |
| Spagna                 | Las Ketchup                                  | Un Blodymary                 | Spagnolo                                   | Interno                                                                   |
| Svezia                 | Carola                                       | Invincible                   | Inglese                                    | Melodifestivalen 2006, 18 marzo 2006                                      |
| Svizzera               | six4one                                      | If We All Give a Little      | Inglese                                    | Interno                                                                   |
| Turchia                | Sibel Tüzün                                  | Süper Star                   | Turco, inglese                             | Interno                                                                   |
| Ucraina                | Tina Karol'                                  | Show Me Your Love            | Inglese                                    | Ty - Zirka!, 11 marzo 2006                                                |

## Semifinale
La semifinale si è svolta il 18 maggio 2006; vi hanno partecipato 23 stati, e hanno votato tutti i 37 paesi partecipanti e la Serbia e Montenegro.
| N° | Stato                | Cantante               | Canzone                      | Punti | Posizione |
| -- | -------------------- | ---------------------- | ---------------------------- | ----- | --------- |
| 01 | Armenia              | André                  | Without Your Love            | 150   | 6         |
| 02 | Bulgaria             | Mariana Popova         | Let Me Cry                   | 36    | 17        |
| 03 | Slovenia             | Anžej Dežan            | Mr Nobody                    | 49    | 16        |
| 04 | Andorra              | Jenny                  | Sense tu                     | 8     | 23        |
| 05 | Bielorussia          | Palina Smolava         | Mum                          | 10    | 22        |
| 06 | Albania              | Luiz Ejlli             | Zjarr e ftohtë               | 58    | 14        |
| 07 | Belgio               | Kate Ryan              | Je t'adore                   | 69    | 12        |
| 08 | Irlanda              | Brian Kennedy          | Every Song Is a Cry for Love | 79    | 9         |
| 09 | Cipro                | Annet Artani           | Why Angels Cry               | 57    | 15        |
| 10 | Principato di Monaco | Séverine Ferrer        | La coco-dance                | 14    | 21        |
| 11 | Macedonia            | Elena Risteska         | Ninanajna                    | 76    | 10        |
| 12 | Polonia              | Ich Troje & Real McCoy | Follow My Heart              | 70    | 11        |
| 13 | Russia               | Dima Bilan             | Never Let You Go             | 217   | 3         |
| 14 | Turchia              | Sibel Tüzün            | Süper Star                   | 91    | 8         |
| 15 | Ucraina              | Tina Karol'            | Show Me Your Love            | 146   | 7         |
| 16 | Finlandia            | Lordi                  | Hard Rock Hallelujah         | 292   | 1         |
| 17 | Paesi Bassi          | Treble                 | Amambanda                    | 22    | 20        |
| 18 | Lituania             | LT United              | We Are the Winners           | 163   | 5         |
| 19 | Portogallo           | Nonstop                | Coisas de nada               | 26    | 19        |
| 20 | Svezia               | Carola                 | Invincible                   | 214   | 4         |
| 21 | Estonia              | Sandra Oxenryd         | Through My Window            | 28    | 18        |
| 22 | Bosnia ed Erzegovina | Hari Mata Hari         | Lejla                        | 267   | 2         |
| 23 | Islanda              | Silvía Night           | Congratulations              | 62    | 13        |

12 punti
| N. | A                    | Da |
| -- | -------------------- | --- |
| 9  | Bosnia ed Erzegovina | Croazia, Finlandia, Norvegia, Principato di Monaco, Romania, Serbia e Montenegro, Slovenia, Svizzera, Turchia |
| 8  | Russia               | Armenia, Bielorussia, Bulgaria, Israele, Lettonia, Lituania, Moldavia, Ucraina                                |
| 6  | Armenia              | Belgio, Cipro, Francia, Paesi Bassi, Russia, Spagna                                                           |
| 6  | Finlandia            | Estonia, Germania, Islanda, Polonia, Regno Unito, Svezia                                                      |
| 3  | Svezia               | Danimarca, Malta, Portogallo                                                                                  |
| 1  | Albania              | Macedonia |
| 1  | Cipro                | Grecia |
| 1  | Lituania             | Irlanda |
| 1  | Macedonia            | Albania |
| 1  | Portogallo           | Andorra |
| 1  | Turchia              | Bosnia e Erzegovina                                                                                           |

## Finale
La finale si è svolta il 20 maggio 2006; vi hanno gareggiato 24 stati di cui:
- I primi 10 classificati durante la semifinale
- I primi 10 classificati dell'Eurovision Song Contest 2005
- i 4 finalisti di diritto, i cosiddetti Big Four, ovvero Francia, Germania, Regno Unito e Spagna.

Serbia e Montenegro, pur ritiratosi dalla competizione, ha mantenuto il diritto di voto.
I paesi segnati in grassetto si qualificano automaticamente per la finale del 2007
| N° | Stato                | Cantante                                     | Canzone                      | Punti | Posizione |
| -- | -------------------- | -------------------------------------------- | ---------------------------- | ----- | --------- |
| 01 | Svizzera             | six4one                                      | If We All Give a Little      | 30    | 16        |
| 02 | Moldavia             | Arsenium & Natalia Gordienko feat. Connect-R | Loca                         | 22    | 20        |
| 03 | Israele              | Eddie Butler                                 | Together We Are One          | 4     | 23        |
| 04 | Lettonia             | Cosmos                                       | I Hear Your Heart            | 30    | 16        |
| 05 | Norvegia             | Christine Guldbrandsen                       | Alvedansen                   | 36    | 14        |
| 06 | Spagna               | Las Ketchup                                  | Un Blodymary                 | 18    | 21        |
| 07 | Malta                | Fabrizio Faniello                            | I Do                         | 1     | 24        |
| 08 | Germania             | Texas Lightning                              | No No Never                  | 36    | 14        |
| 09 | Danimarca            | Sidsel Ben Semmane                           | Twist of Love                | 26    | 18        |
| 10 | Russia               | Dima Bilan                                   | Never Let You Go             | 248   | 2         |
| 11 | Macedonia            | Elena Risteska                               | Ninanajna                    | 56    | 12        |
| 12 | Romania              | Mihai Trăistariu                             | Tornerò                      | 172   | 4         |
| 13 | Bosnia ed Erzegovina | Hari Mata Hari                               | Lejla                        | 229   | 3         |
| 14 | Lituania             | LT United                                    | We Are the Winners           | 162   | 6         |
| 15 | Regno Unito          | Daz Sampson                                  | Teenage Life                 | 25    | 19        |
| 16 | Grecia               | Anna Vissi                                   | Everything                   | 128   | 9         |
| 17 | Finlandia            | Lordi                                        | Hard Rock Hallelujah         | 292   | 1         |
| 18 | Ucraina              | Tina Karol'                                  | Show Me Your Love            | 145   | 7         |
| 19 | Francia              | Virginie Pouchain                            | Il était temps               | 5     | 22        |
| 20 | Croazia              | Severina                                     | Moja štikla                  | 56    | 12        |
| 21 | Irlanda              | Brian Kennedy                                | Every Song Is a Cry for Love | 93    | 10        |
| 22 | Svezia               | Carola                                       | Invincible                   | 170   | 5         |
| 23 | Turchia              | Sibel Tüzün                                  | Süper Star                   | 91    | 11        |
| 24 | Armenia              | André                                        | Without Your Love            | 129   | 8         |

12 punti
| N. | A                    | Da                                                                                                  |
| -- | -------------------- | --------------------------------------------------------------------------------------------------- |
| 8  | Bosnia ed Erzegovina | Albania, Croazia, Macedonia, Principato di Monaco, Serbia e Montenegro, Slovenia, Svizzera, Turchia |
| 8  | Finlandia            | Danimarca, Estonia, Grecia, Islanda, Norvegia, Polonia, Regno Unito, Svezia                         |
| 7  | Russia               | Armenia, Bielorussia, Finlandia, Israele, Lettonia, Lituania, Ucraina                               |
| 3  | Turchia              | Francia, Germania, Paesi Bassi                                                                      |
| 2  | Armenia              | Belgio, Russia                                                                                      |
| 2  | Grecia               | Cipro, Bulgaria                                                                                     |
| 2  | Romania              | Moldavia, Spagna                                                                                    |
| 1  | Croazia              | Bosnia e Erzegovina                                                                                 |
| 1  | Lituania             | Irlanda                                                                                             |
| 1  | Moldavia             | Romania                                                                                             |
| 1  | Spagna               | Andorra                                                                                             |
| 1  | Svizzera             | Malta                                                                                               |
| 1  | Ucraina              | Portogallo                                                                                          |

## Portavoce
1. Slovenia - Peter Poles
2. Andorra - Xavi Palma
3. Romania - Andreea Marin Bănică (Presentatrice del Junior Eurovision Song Contest 2006)
4. Danimarca - Jørgen de Mylius
5. Lettonia - Mārtiņš Freimanis (Rappresentante dello stato all'Eurovision Song Contest 2003 come parte dei F.L.Y.)
6. Portogallo - Cristina Alves
7. Svezia - Jovan Radomir
8. Finlandia - Nina Tapio
9. Belgio - Yasmine
10. Croazia - Mila Horvat
11. Serbia e Montenegro - Jovana Janković
12. Norvegia - Ingvild Helljesen
13. Estonia - Evelin Samuel (Rappresentante dello stato all'Eurovision Song Contest 1999)
14. Irlanda - Eimear Quinn (Vincitrice dell'Eurovision Song Contest 1996)
15. Malta - Moira Delia
16. Lituania - Lavija Šurnaitė
17. Cipro - Kōnstantinos Christoforou (Rappresentante dello stato all'Eurovision Song Contest 1996, all'Eurovision Song Contest 2002 come parte degli One, e all'Eurovision Song Contest 2005)
18. Paesi Bassi - Paul de Leeuw
19. Svizzera - Jubaira Bachmann
20. Ucraina - Igor Posypajko
21. Russia - Jana Čurikova
22. Polonia - Maciej Orłoś
23. Regno Unito - Fearne Cotton
24. Armenia - Gohar Gasparyan
25. Francia - Sophie Jovillard
26. Bielorussia - Corrianna
27. Germania - Thomas Hermanns
28. Spagna - Sonia Ferrer
29. Moldavia - Svetlana Cocoş
30. Bosnia ed Erzegovina - Vesna Andree-Zaimović
31. Islanda - Ragnhildur Steinunn Jónsdóttir
32. Principato di Monaco - Églantine Eméyé
33. Israele - Dana Herman
34. Albania - Leon Menkshi
35. Grecia - Alexīs Kōstalas
36. Bulgaria - Dragomir Simeonov
37. Macedonia del Nord - Martin Vučić (Rappresentante dello stato all'Eurovision Song Contest 2005)
38. Turchia - Meltem Ersan Yazgan

## Struttura di voto
Ogni paese premia con dodici, dieci, otto e dal sette all'uno, punti per le proprie dieci canzoni preferite.

## Marcel Bezençon Awards
I vincitori sono stati:
- Press Award:  Finlandia
- Artistic Award:  Svezia
- Composer Award:  Bosnia ed Erzegovina

## Stati non partecipanti
- Austria: il 18 giugno 2005, il giornale austriaco Kurier ha riferito che l'emittente televisiva austriaca ORF non avrebbe preso parte al concorso nel 2006.
- Georgia: il 5 ottobre 2005 l'amministratore delegato della Georgia Television & Radio Broadcasting (GTRB) ha dichiarato che la Georgia non avrebbe preso parte al concorso del 2006.
- Repubblica Ceca: il 6 ottobre 2005 Česká Televize (ČT) ha annunciato che la Repubblica ceca non avrebbe partecipato.
- Serbia e Montenegro: l'emittente UJRT aveva aderito all'evento e i suoi concorrenti, i No Name erano stati ufficialmente inseriti nella lista dei partecipanti (già pre-qualificati per la serata finale); tuttavia, la confederazione ha annunciato il suo ritiro dalla competizione a causa di uno scandalo nel processo di selezione, che ha provocato tensioni tra l'emittente serba RTS, e l'emittente televisiva montenegrina RTCG. La confederazione, più precisamente la Serbia, ha comunque mantenuto il diritto di voto per il concorso, ma ha lasciato un posto vacante nella finale; nella riunione delle delegazioni del 20 marzo 2006, si è deciso che la Croazia, arrivata 11ª nell'edizione 2005, avrebbe colmato il vuoto. A partire dall'edizione 2007, in seguito al referendum sull'indipendenza del Montenegro, le due nazioni gareggeranno alla competizione in maniera indipendente.
- Ungheria: il 9 dicembre 2005 l'emittente ungherese Magyar Televízió ha annunciato che l'Ungheria non avrebbe partecipato per motivi finanziari.